# Tautogolabrus brandaonis
Tautogolabrus brandaonis és una espècie de peix de la família dels làbrids i de l'ordre dels cipriniformes que es troba al Brasil.